# ۱۳۱۵ (قمری)
۱۳۱۵ (قمری)، هزار و سیصد و پانزدهمین سال در گاهشماری هجری قمری است. اول محرم این سال برابر با دوم ژوئن سال ۱۸۹۷ میلادی است.

## رویدادها
- حاکم محمره شدن شیخ خزعل

## زادگان
- میرزا حسن موسوی بجنوردی : فقیه و روحانی شیعه .

## درگذشتگان
1 رمضان - ملا محمد اشرفی (زاده نیمه شعبان ١٢١٩ قمری) - مرجع تقلید و فقیه شیعه قرن ١٣ قمری- لترگاز بهشهر

## وابسته
- پایلاک گاتیزاک
- الحدید (روزنامه)
- شیخ خزعل کعبی